# Lijst van voetbalinterlands Ivoorkust - Japan
Deze lijst van voetbalinterlands is een overzicht van alle officiële voetbalwedstrijden tussen de nationale teams van Ivoorkust en Japan. De landen speelden tot op heden vijf keer tegen elkaar. De eerste ontmoeting was een vriendschappelijke interland op 4 oktober 1993 in Tokio. Het laatste duel, eveneens een vriendschappelijke wedstrijd, werd gespeeld in Utrecht (Nederland) op 13 oktober 2020.

## Wedstrijden
| № | Plaats  | Datum           | Competitie        | Wedstrijd         | Uitslag |
| - | ------- | --------------- | ----------------- | ----------------- | ------- |
| 1 | Tokio   | 4 oktober 1993  | Vriendschappelijk | Japan – Ivoorkust | 1 – 0   |
| 2 | Toyota  | 24 mei 2008     | Vriendschappelijk | Japan – Ivoorkust | 1 – 0   |
| 3 | Sion    | 4 juni 2010     | Vriendschappelijk | Japan – Ivoorkust | 0 – 2   |
| 4 | Recife  | 14 juni 2014    | WK 2014           | Ivoorkust − Japan | 2 − 1   |
| 5 | Utrecht | 13 oktober 2020 | Vriendschappelijk | Japan − Ivoorkust | 1 − 0   |

## Samenvatting
| Competitie        | Totaal gespeeld | Winst Ivoorkust | Gelijk | Winst Japan | Doelsaldo Ivoorkust – Japan |
| ----------------- | --------------- | --------------- | ------ | ----------- | --------------------------- |
| WK-eindronde      | 1               | 1               | 0      | 0           | 2 – 1                       |
| Vriendschappelijk | 4               | 1               | 0      | 3           | 2 – 3                       |
| Totaal            | 5               | 2               | 0      | 3           | 4 – 4                       |

## Details

### Eerste ontmoeting
| Vriendschappelijk (Tokio, Japan, 4 oktober 1993): |              | |
| Japan | 1 – 0        | Ivoorkust |
| Kazuyoshi Miura 116' | goals        | |
| Hans Ooft | bondscoach   | Yeo Martial |
| Shigetatsu Matsunaga Takumi Horiike Tetsuji Hashiratani Masami Ihara Yasutoshi Miura Hajime Moriyasu Mitsunori Yoshida 73' Ruy Ramos Masahiro Fukuda Takuya Takagi Kazuyoshi Miura | opstellingen | Losseni Konaté Nagueu Georges Lignon Arsène Hobou Sam Dominique 90+1' Ruffin Biagné Lué Sibi Badra Aliou Donald-Olivier Sié Tchiressoa Guel 59' Yaya Dombia Abdoulaye Traoré Ahmed Ouattara |
| Kenta Hasegawa 73' | wissels      | 59' Adama Koné 90+1' Celestine Amani |
| Masami Ihara 34' Ruy Ramos 80' | gele kaarten | 7' Abdoulaye Traoré 29' Ahmed Ouattara |

### Tweede ontmoeting
| Vriendschappelijk (Toyota, Japan, 24 mei 2008): |              | |
| Japan | 1 – 0        | Ivoorkust |
| Keiji Tamada 21' | goals        | |
| Takeshi Okada | bondscoach   | Vahid Halilhodžić |
| Seigo Narazaki Yuto Nagatomo Marcus Tulio Tanaka Yuji Nakazawa Yuichi Komano Daisuke Matsui 75' Yasuyuki Konno Makoto Hasebe Yasuhito Endō Yoshito Okubo Keiji Tamada 75' | opstellingen | Aristide Zogbo Marc Zoro Abdoulaye Méïté Emmanuel Eboué Arthur Boka Siaka Tiéné 83' Emerse Faé 75' Kanga Akalé Didier Zokora 67' Guy Demel Boubacar Sanogo |
| Shinji Kagawa 75' Kisho Yano 75' | wissels      | 67' Igor Lolo 75' Kandia Traoré 83' Seydou Doumbia |
| | gele kaarten | ??' Didier Zokora ??' Abdoulaye Méïté |

### Vierde ontmoeting
| WK 2014 (Recife, Brazilië, 14 juni 2014): |              | |
| Ivoorkust | 2 – 1        | Japan |
| Wilfried Bony 64' Gervinho 66' | goals        | 16' Keisuke Honda |
| Sabri Lamouchi | bondscoach   | Alberto Zaccheroni |
| Barry Boubacar Copa Arthur Boka 75' Didier Zokora Salomon Kalou Cheick Tioté Gervinho Wilfried Bony 78' Serge Aurier Yaya Touré Serey Die 62' Souleymane Bamba | opstellingen | Eiji Kawashima Atsuto Uchida Keisuke Honda Yuto Nagatomo Masato Morishige Shinji Okazaki 86' Shinji Kagawa Hotaru Yamaguchi 54' Makoto Hasebe 67' Yuya Osako Maya Yoshida |
| Didier Drogba 62' Constant Djakpa 75' Didier Ya Konan 78' | wissels      | 54' Yasuhito Endo 67' Yoshito Okubo 86' Yoichiro Kakitani |
| Souleymane Bamba 54' Didier Zokora 58' | gele kaarten | 23' Maya Yoshida 64' Masato Morishige |

FIF · A-internationals · Selecties · Bondscoaches · Statistieken · Ivoriaans vrouwenelftal · Ivoorkust U21 · Ivoorkust U20 · Ivoorkust U19 · Ivoorkust U18 · Ivoorkust U17
1960 – 1969 ·
1970 – 1979 ·
1980 – 1989 ·
1990 – 1999 ·
2000 – 2009 ·
2010 – 2019 ·
2020 − 2029
WK 2006 · 
WK 2010 · 
WK 2014
OS 2008 · 
OS 2020
1960 ·
1961 ·
1962 ·
1963 ·
1964 · 
1965 ·
1966 · 
1967 ·
1968 ·
1969 ·
1970 ·
1971 ·
1972 ·
1973 ·
1974 ·
1975 ·
1976 ·
1977 ·
1978 · 
1979 ·
1980 ·
1981 · 
1982 ·
1983 ·
1984 ·
1985 ·
1986 ·
1987 ·
1988 ·
1989 ·
1990 ·
1991 ·
1992 · 
1993 · 
1994 · 
1995 · 
1996 · 
1997 · 
1998 · 
1999 · 
2000 · 
2001 · 
2002 · 
2003 · 
2004 · 
2005 · 
2006 · 
2007 · 
2008 · 
2009 · 
2010 · 
2011 · 
2012 · 
2013 ·
2014 ·
2015 ·
2016 ·
2017 ·
2018 ·
2019 ·
2020 ·
2021 ·
2022 ·
2023 ·
2024
Algerije ·
Angola ·
Argentinië ·
België ·
Benin ·
Bosnië en Herzegovina ·
Botswana ·
Brazilië ·
Burkina Faso ·
Burundi ·
Centraal-Afrikaanse Republiek ·
Chili ·
Colombia ·
Comoren ·
Congo-Brazzaville ·
Congo-Kinshasa ·
Duitsland ·
Egypte ·
El Salvador ·
Engeland ·
Equatoriaal-Guinea ·
Ethiopië ·
Frankrijk ·
Gabon ·
Gambia ·
Ghana ·
Griekenland ·
Guinee ·
Guinee-Bissau ·
Hongarije ·
Israël ·
Italië ·
Japan ·
Jordanië ·
Kameroen ·
Kenia ·
Koeweit ·
Lesotho ·
Liberia ·
Libië ·
Madagaskar ·
Malawi ·
Mali ·
Marokko ·
Mauritanië ·
Mauritius ·
Mexico ·
Moldavië ·
Mozambique ·
Namibië ·
Nederland ·
Niger ·
Nigeria ·
Noord-Korea ·
Oeganda ·
Oostenrijk ·
Paraguay ·
Polen ·
Portugal ·
Qatar ·
Roemenië ·
Rusland ·
Rwanda ·
Senegal ·
Servië en Montenegro ·
Seychellen ·
Sierra Leone ·
Slovenië ·
Soedan ·
Spanje ·
Tanzania ·
Togo ·
Tsjaad ·
Tunesië ·
Turkije ·
Uruguay ·
Verenigde Staten ·
Zambia ·
Zimbabwe ·
Zuid-Afrika ·
Zuid-Korea ·
Zweden ·
Zwitserland
Argentinië (2006) · 
Colombia (2014) ·
Ghana (2015) ·
Griekenland (2014) · 
Japan (2014) ·  
Nederland (2006) · 
Noord-Korea (2010) · 
Servië en Montenegro (2006) ·
Zambia (2012)
JFA · A-Internationals · Selecties · Bondscoaches · Statistieken · Olympisch elftal · Japans vrouwenelftal · Japan U21 · Japan U20 · Japan U19 · Japan U18 · Japan U17
1910 – 1949 · 
1950 – 1959 · 
1960 – 1969 · 
1970 – 1979 · 
1980 – 1989 · 
1990 – 1999 · 
2000 – 2009 · 
2010 – 2019 · 
2020 – 2029
CC 1995 · 
CC 2001 · 
CC 2003 · 
CC 2005
WK 1998 · 
WK 2002 · 
WK 2006 · 
WK 2010 · 
WK 2014 · 
WK 2018
OS 1936 · 
OS 1956 ·
OS 1964 · 
OS 1968 · 
OS 1996 ·
OS 2000 ·
OS 2004 ·
OS 2008 ·
OS 2012 ·
OS 2016 ·
OS 2020
1917 · 
1918 · 1919 · 
1921 · 
1922 · 
1923 · 
1924 · 
1925 · 
1926 · 
1927 · 
1928 · 1929 · 
1930 · 
1931 · 1932 · 1933 · 
1934 · 
1935 · 
1936 · 
1937 · 1938 · 
1939 · 
1940 · 
1941 · 
1942 · 
1943 – 1950 · 
1951 · 
1952 · 1953 · 
1954 · 
1955 · 
1956 · 
1957 · 
1958 · 
1959 · 
1960 · 
1961 · 
1962 · 
1963 · 
1964 · 
1965 · 
1966 · 
1967 · 
1968 · 
1969 · 
1970 · 
1971 · 
1972 · 
1973 · 
1974 · 
1975 · 
1976 · 
1977 · 
1978 · 
1979 · 
1980 · 
1981 · 
1982 · 
1983 · 
1984 · 
1985 · 
1986 · 
1987 · 
1988 · 
1989 · 
1990 · 
1991 · 
1992 · 
1993 · 
1994 · 
1995 · 
1996 · 
1997 · 
1998 · 
1999 · 
2000 · 
2001 · 
2002 · 
2003 · 
2004 · 
2005 · 
2006 · 
2007 · 
2008 · 
2009 · 
2010 · 
2011 · 
2012 · 
2013 · 
2014 · 
2015 ·
2016 ·
2017 ·
2018 ·
2019 ·
2020 ·
2021 ·
2022
Afghanistan ·
Angola ·
Argentinië ·
Australië ·
Azerbeidzjan · 
Bahrein ·
Bangladesh ·
België ·
Bolivia ·
Bosnië en Herzegovina ·
Brazilië ·
Brunei ·
Bulgarije ·
Cambodja ·
Canada ·
Chili ·
China ·
Colombia ·
Costa Rica ·
Cyprus ·
Denemarken ·
Duitsland ·
Ecuador ·
Egypte ·
El Salvador ·
Engeland ·
Filipijnen ·
Finland ·
Frankrijk ·
Ghana ·
Griekenland ·
Guatemala ·
Haïti ·
Honduras ·
Hongarije ·
Hongkong ·
IJsland ·
India ·
Indonesië ·
Irak ·
Iran ·
Israël ·
Italië ·
Ivoorkust ·
Jamaica ·
Jemen ·
Joegoslavië ·
Jordanië ·
Kameroen ·
Kazachstan ·
Kirgizië ·
Koeweit ·
Kroatië ·
Letland ·
Luxemburg ·
Macau ·
Maleisië ·
Mali ·
Malta ·
Mexico ·
Mongolië ·
Montenegro ·
Myanmar ·
Nederland ·
Nepal ·
Nieuw-Zeeland ·
Nigeria ·
Noord-Korea ·
Noorwegen ·
Oekraïne ·
Oezbekistan ·
Oman ·
Oostenrijk ·
Pakistan ·
Palestina ·
Panama ·
Paraguay ·
Peru ·
Polen ·
Qatar ·
Roemenië ·
Rusland ·
Saoedi-Arabië ·
Schotland ·
Senegal ·
Servië ·
Servië en Montenegro ·
Singapore ·
Slowakije ·
Sovjet-Unie ·
Spanje ·
Sri Lanka ·
Syrië ·
Tadzjikistan ·
Taiwan ·
Thailand ·
Togo ·
Trinidad en Tobago ·
Tsjechië ·
Tunesië ·
Turkije ·
Turkmenistan ·
Uruguay ·
Venezuela ·
Verenigde Arabische Emiraten ·
Verenigde Staten ·
Vietnam ·
Wales ·
Wit-Rusland ·
Zambia ·
Zuid-Afrika ·
Zuid-Jemen ·
Zuid-Korea ·
Zuid-Vietnam ·
Zweden ·
Zwitserland
Australië (2006) · 
Brazilië (2006) · 
België (2018) · 
Colombia (2014) · 
Colombia (2018) ·
Denemarken (2010) ·
Duitsland (2022) · 
Frankrijk (2001) · 
Griekenland (2014) · 
Ivoorkust (2014) · 
Kameroen (2010) · 
Kroatië (2006) · 
Nederland (2010) ·
Polen (2018) ·
Senegal (2018) ·
Spanje (2022)